# Patrícia Coelho
Patrícia Coelho (São Paulo, 10 de outubro de 1972), também conhecida pela alcunha Pat Lapin, é uma cantora, compositora  e atriz brasileira.

## Biografia
Começou sua carreira em São Paulo, cantando jingles para spots publicitários. Participou dos grupos Suite Combo, com o baterista e empresário João Marcello Bôscoli, Projeto S, do músico do RPM Luiz Schiavon e o grupo de dance music Sect, com o qual lançou hits como "Follow You", "Get Away" e "Wasting My Time", antes de lançar em 1997 seu primeiro disco solo, exclusivamente no Japão. Em 2000, lançou seu primeiro disco no Brasil, Simples Desejo, mas foi através de sua participação na primeira edição do reality show Casa dos Artistas, do SBT, que Patrícia ganhou projeção nacional, sendo em seguida contratada pela Abril Music, gravadora pela qual lançaria seu terceiro disco, Um Pouco Maluca.
Sua carreira começou com a participação na gênese dos Artistas Reunidos da Trama e, também, atuando em uma das formações do RPM e fazendo backing vocal para os Raimundos. Em 1995, no teatro, participou da nova montagem de Castro Alves Pede Passagem, de Gianfrancesco Guarnieri em temporada no Cultura Artística. Neste ano, lançou o disco Eleven com o grupo Sect, um trio com os produtores Jorge e Gui Boratto pela gravadora Spotlight Records e suas músicas, incluindo um tema da novela História de Amor, da Rede Globo, chegaram a ser umas das mais pedidas e tocadas nas principais FM’s de todo país, fazendo deslanchar sua carreira fonográfica. Em 1997, contratada pela gravadora Toshiba-EMI, gravou o CD O Fim da Inocência, produzido por Daniel Carlomagno. Deste, a canção “All My Love”, interpretada em inglês e português, entrou para a Billboard americana como uma das mais executadas nas rádios FM de Tóquio. No Japão, em turnê nacional, lançou e divulgou este seu primeiro trabalho solo, que contava com participações de Pedro Mariano, Max de Castro e Daniel Carlomagno, companheiros dos Artistas Reunidos.
A turnê japonesa rendeu-lhe um novo contrato, desta vez com a gravadora BMG, que em 2000 lançou o álbum Simples Desejo, produzido por Dudu Marote. Duas de suas faixas foram também temas das novelas da Globo: Uga Uga, Malhação e Um Anjo Caiu do Céu. Mas foi no Rock in Rio 3, em 2001, que Simples Desejo atingiu o sucesso completo com críticas da revista Time e Time Latin América destacando o show e considerando-a como uma das melhores intérpretes brasileiras. Em 2002, após sua polêmica participação em um dos maiores fenômenos de audiência da TV brasileira, a primeira Casa dos Artistas, idealizada por Silvio Santos, a gravadora Abril Music, na carona do sucesso do programa, comprou seu passe e lançou o festejado Um Pouco Maluca. Com este CD, Patrícia emplacou um novo tema como abertura da novela e também fez participações especiais como atriz em Marisol, do SBT.
Apos sua turnê em 2004, Patricia participou de vários projetos independentes em 2005 e 2006 em São Paulo, além de participar de trilhas para desfiles de moda, teatro, cinema e das gravações dos álbuns da banda de rock paulistana Forgotten Boys. Em 2007, Patricia Coelho se apresentou com um repertório novo de composições inéditas, incluindo  "Veneno", que entrou para a trilha do filme O Cheiro do Ralo, de Heitor Dhalia. No teatro, também em 2008, participou da trilha de Como me Tornei Estúpido, vencedora do Prêmio Shell, interpretando a música produzida por Marcelo Pellegrini "Superstar", dos Carpenters. Também fez shows com o projeto de releituras "Jazz n' Roll". Em 2015, fez parte do musical Dias de Luta, Dias de Glória - Charlie Brown Jr., o Musical, interpretando a esposa de Chorão, Graziela.
Em 2018, Patrícia lançou o single "Coragem", que abriu seu álbum autoral, Pat Lapin. A canção ainda ganhou um clipe com direção do DJ Zé Pedro.
Em 2019, a cantora se preparou para lançar o disco independente Pat Lapin, batizado a partir da palavra francesa para "coelho". Patrícia aproveitou a ocasião para usar Pat Lapin como seu nome artístico.

## Discografia

### Álbuns
| Ano  | Título                                                                                       | Vendas                   |
| ---- | -------------------------------------------------------------------------------------------- | ------------------------ |
| 1997 | O Fim da Inocência - Lançamento: 3 de setembro de 1997 - Gravadora: EMI - Formatos: CD       | - (somente para o Japão) |
| 1999 | Simples Desejo - Lançamento: 22 de agosto de 1999 - Gravadora: BMG - Formatos: CD            | - : 110.000              |
| 2002 | Um Pouco Maluca - Lançamento: 24 de junho de 2002 - Gravadora: Abril Music - Formatos: CD    | - : 50.000               |
| 2019 | Pat Lapin - Lançamento: 10 de maio de 2019 - Gravadora: Tratore - Formatos: Download digital |                          |

### Singles
- "Solando SP"
- "Coragem"
- "Follow You"
- "Get Away"
- "Wasting My Time"
- "All My Love"
- "Veneno"
- "Vem"
- "A Diferença"
- "Meu Sangue Ferve Por Você"
- "Eu Te Amo Você"
- "Tempestade" (feat. Chico Teixeira)
- "Até a Chuva Parar"
- "Fica Um Pouco Mais"
- "Você Me Atrai"
- "Teu Querer"
- "Enrosca" (feat. Fábio Junior)
- "Welcome Stranger"